# Ваяндот (округ, Огайо)
Шаблон:StateAbbr_ 40°51′ пн. ш. 83°18′ зх. д. / 40.85° пн. ш. 83.3° зх. д.
Округ Ваяндот (англ. Wyandot County) — округ (графство) у штаті Огайо, США. Ідентифікатор округу 39175.

## Історія
Округ утворений 1845 року.

## Демографія
За даними перепису
2000 року
загальне населення округу становило 22908 осіб, зокрема міського населення було 10045, а сільського — 12863.
Серед мешканців округу чоловіків було 11165, а жінок — 11743. В окрузі було 8882 домогосподарства, 6269 родин, які мешкали в 9324 будинках.
Середній розмір родини становив 3,03.
Віковий розподіл населення поданий у таблиці:
| Стать    | До 15 років | 15-21 | 22-29 | 30-39 | 40-49 | 50-65 | 65-85 | Понад 85 |
| -------- | ----------- | ----- | ----- | ----- | ----- | ----- | ----- | -------- |
| Чоловіки | 2472        | 1106  | 1109  | 1589  | 1725  | 1750  | 1278  | 136      |
| Жінки    | 2360        | 1098  | 1029  | 1577  | 1750  | 1806  | 1758  | 365      |

## Суміжні округи
- Сенека — північ
- Кроуфорд — схід
- Меріон — південь
- Гардін — південний захід
- Генкок — північний захід

## Виноски
1. ↑  Ohio County Profiles: Wyandot County. Ohio Department of Development. Архів оригіналу (PDF) за 13 липня 2013. Процитовано 28 квітня 2007.
2. ↑  U.S. Decennial Census. United States Census Bureau. Архів оригіналу за 26 квітня 2015. Процитовано 11 лютого 2015.
3. ↑  Historical Census Browser. University of Virginia Library. Архів оригіналу за 16 серпня 2012. Процитовано 11 лютого 2015.
4. ↑  Forstall, Richard L., ред. (27 березня 1995). Population of Counties by Decennial Census: 1900 to 1990. United States Census Bureau. Архів оригіналу за 14 лютого 2015. Процитовано 11 лютого 2015.
5. ↑  Census 2000 PHC-T-4. Ranking Tables for Counties: 1990 and 2000 (PDF). United States Census Bureau. 2 квітня 2001. Архів оригіналу (PDF) за 18 грудня 2014. Процитовано 11 лютого 2015.
6. ↑  State & County QuickFacts. United States Census Bureau. Архів оригіналу за 5 вересня 2015. Процитовано 11 лютого 2015.(англ.) Наведено за англійською вікіпедією.
7. ↑  American FactFinder. Бюро перепису населення США. Архів оригіналу за 26 лютого 2012. Процитовано 31 січня 2008.

| США | Це незавершена стаття з географії США. Ви можете допомогти проєкту, виправивши або дописавши її. |